# Зли Поток
Зли Поток (также Зли́поток; серб. Зли Поток, Злипоток / Zli Potok, Zlipotok; алб. Prroni i Keq, Zlipotoku) — село в южной Метохии. Согласно административно-территориальному делению автономного края Косово и Метохия (в составе Сербии) село относится к общине Гора Призренского округа; согласно административно-территориальному делению частично признанной Республики Косово село относится к общине Драгаш Призренского округа.

## Общие сведения
Численность населения по данным на 2011 год — 610 человек (из них мужчин — 332, женщин — 278).
Село Зли Поток расположено в исторической области Гора, жители села — представители исламизированной южнославянской этнической группы горанцев (в переписи 2011 года 199 человек указали своей национальностью горанскую, 380 человек — боснийскую), кроме того, в селе Зли поток живут турки (10 человек) и албанцы (8 человек). В качестве родного языка во время переписи жители села указали боснийский (417 человек), сербский (67 человек), албанский (8 человек) и турецкий (8 человек), другой язык (помимо сербского, боснийского, албанского, турецкого и цыганского) указали 108 человек; согласно переписи 602 жителя (абсолютное большинство) — граждане Косова. Все жители села Зли Поток — мусульмане.
Динамика численности населения в селе Зли Поток с 1948 по 2011 годы:
| Численность населения | Численность населения | Численность населения | Численность населения | Численность населения | Численность населения | Численность населения |
| 1948                  | 1953                  | 1961                  | 1971                  | 1981                  | 1991                  | 2011                  |
| --------------------- | --------------------- | --------------------- | --------------------- | --------------------- | --------------------- | --------------------- |
| 486                   | 488                   | 532                   | 568                   | 625                   | 619                   | 610                   |

Село находится приблизительно в 2 километрах от автомобильной дороги из Драгаша в Рестелицу. Численность жителей села увеличивается в летний период, в остальное время отмечается отъезд населения в крупные города страны и за рубеж, связанный с сезонными работами.

## История
В 1914 году на территории Македонии проводил научные исследования российский лингвист А. М. Селищев. На изданной им в 1929 году этнической карте региона Полог населённый пункт Зли Поток был указан как болгарское село.
В 1916 году во время экспедиции в Македонию и Поморавье село Зли Поток посетил болгарский языковед С. Младенов, по его подсчётам в селе, которое он отнёс к болгароязычным, в то время было около 100 домов.

## Традиции
В селе Зли Поток ежегодно 12 и 13 мая проводится Джамбала. Этот праздник представляет собой языческую форму карнавала, во время которого молодые люди разыгрывают свадьбу.

## Известные жители
В селе Зли Поток живёт Рамадан Реджеплари (Ramadan Redžeplari), собиратель горанского фольклора, автор нескольких книг, написанных им на горанском диалекте, в частности, в 2003 году он издал сборник народных рассказов «Чекмеџе» («Глиняный горшочек для золота»).